# 50 Let Pobedy

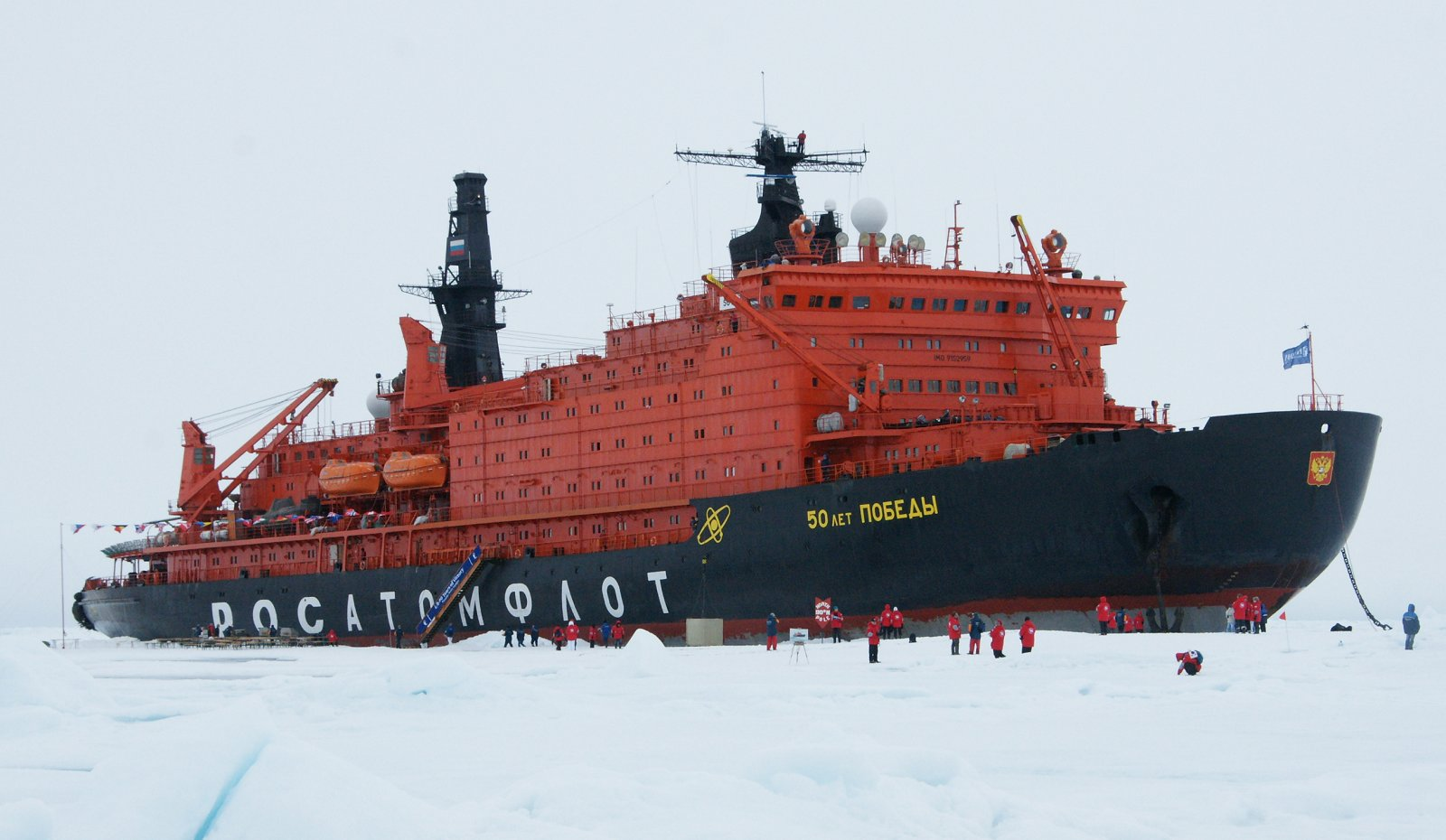
50 Let Pobedy vid 88° Nord

50 Let Pobedy (ryska: 50 лет Победы) är en rysk isbrytare som drivs med kärnkraft. När fartyget färdigställdes var det störst av sitt slag.
Fartyg sjösattes den 2 april 2007 och det har en längd av 159 meter samt en bredd av 30 meter. Utrustningen består av två kärnreaktorer samt av tre elektriska motorer som driver var sin propeller med 17,6 MW. 50 Let Pobedy kan bryta is som är tre meter tjock och den når en hastighet av 21,4 knop. Fartyget har plats för 100 passagerare och det finns en sporthall, en simhall, en bastu och ett bibliotek. Hemmahamnen är Murmansk.
Före de olympiska vinterspelen 2014 i Sotji besökte personer med hjälp av isbrytaren Nordpolen och sprang en runda med den olympiska elden. Resor till Nordpolen erbjuds även för turister.